# بالدوین میل (ویسکانسین)
بالدوین میل (به انگلیسی: Baldwins Mill) یک منطقهٔ مسکونی در ایالات متحده آمریکا است که در رویال‌تون واقع شده‌است. بالدوین میل ۲۶۳٫۰۵ متر بالاتر از سطح دریا واقع شده‌است.